# Liste der Kulturdenkmale in Eisenach (Kernstadt)
Die Liste der Kulturdenkmale der Eisenacher Kernstadt umfasst die als Ensembles, Straßenzüge und Einzeldenkmale erfassten Kulturdenkmale in der Kernstadt der thüringischen Stadt Eisenach.
Die Angaben in der Liste ersetzen nicht die rechtsverbindliche Auskunft der zuständigen Denkmalschutzbehörde.

## Legende
- Bild: zeigt ein Bild des Kulturdenkmals und gegebenenfalls einen Link zu weiteren Fotos des Kulturdenkmals im Medienarchiv Wikimedia Commons
- Bezeichnung: Name, Bezeichnung oder die Art des Kulturdenkmals
- Lage: Wenn vorhanden Straßenname und Hausnummer des Kulturdenkmals; Grundsortierung der Liste erfolgt nach dieser Adresse. Der Link Karte führt zu verschiedenen Kartendarstellungen und nennt die Koordinaten des Kulturdenkmals.
 Kartenansicht, um Koordinaten zu setzen – in dieser Kartenansicht sind Kulturdenkmale ohne Koordinaten mit einem roten bzw. orangen Marker dargestellt und können in der Karte gesetzt werden. Kulturdenkmale ohne Bild sind mit einem blauen bzw. roten Marker gekennzeichnet, Kulturdenkmale mit Bild mit einem grünen bzw. orangen Marker.
- Datierung: gibt das Jahr der Fertigstellung beziehungsweise das Datum der Erstnennung oder den Zeitraum der Errichtung an
- Beschreibung: bauliche und geschichtliche Einzelheiten des Kulturdenkmals, vorzugsweise die Denkmaleigenschaften
- ID: Die ID identifiziert das Kulturdenkmal eindeutig. In Thüringen sind aktuell keine IDs veröffentlicht. In der ID-Spalte kann sich auch folgendes Icon  befinden, dies führt zu Angaben zu diesem Kulturdenkmal bei Wikidata.

## Einzeldenkmale in der Kernstadt
| Bild                                    | Bezeichnung                                                              | Lage | Datierung | Beschreibung | ID |
| --------------------------------------- | ------------------------------------------------------------------------ | --- | --------- | --- | -- |
| weitere Bilder Fotos hochladen          | Cranach-Denkmal                                                          | Auf der Wartburg o. Nr., bei der Kehre am südöstlichen Ausgang des Helltales (Karte) |           | |    |
| weitere Bilder Fotos hochladen          | Capitol Kino                                                             | Alexanderstraße 12 (Karte) |           | |    |
| weitere Bilder Fotos hochladen          | Wohn- und Geschäftshaus                                                  | Alexanderstraße 32, 34 (Karte) |           | |    |
| weitere Bilder Fotos hochladen          | Katholische Pfarrkirche St. Elisabeth                                    | Alexanderstraße 45, Sophienstraße o. Nr. (Karte) |           | mit Ausstattung |    |
| BW                                      | Kirchhof                                                                 | Alexanderstraße 45, Sophienstraße o. Nr. (Karte) |           | |    |
| Fotos hochladen                         | Hotel, ehemals Hotel Stadt Leipzig                                       | Alexanderstraße 50 (Karte) |           | |    |
| weitere Bilder Fotos hochladen          | Staatliche Gemeinschaftsschule Oststadtschule Eisenach                   | Altstadtstraße 30 (Karte) |           | |    |
| weitere Bilder Fotos hochladen          | Evangelisches Kinderhaus Hedwig von Eichel                               | Altstadtstraße 83 (Karte) |           | 1906 gestiftet von Hedwig von Eichel; beherbergt seither eine evangelische Kindertagesstätte und eine Fachschule für Kindertagesstättenpersonal |    |
| weitere Bilder Fotos hochladen          | Wohnhaus                                                                 | Am Amrichen Rasen 18 (Karte) |           | |    |
| BW                                      | Gemeindezentrum mit Ausstattung und Glockenträger, Ev. Johanneskirche    | Am Gebräun 56 (Karte) |           | |    |
| weitere Bilder Fotos hochladen          | Carl-Alexander-Schule                                                    | Am Wartenberg 2 (Karte) |           | Carl-Alexander-Schule, später Berufsakademie Eisenach, jetzt Duale Hochschule Gera-Eisenach |    |
| weitere Bilder Fotos hochladen          | Wohnhaus                                                                 | Amrastraße 39 (Karte) |           | |    |
| weitere Bilder Fotos hochladen          | Burschenschaftsdenkmal                                                   | An der Göpelskuppe (Karte) |           | |    |
| weitere Bilder Fotos hochladen          | Hotel Berghof                                                            | An der Göpelskuppe 1 (Karte) |           | |    |
| weitere Bilder Fotos hochladen          | Ehemalige Alte Münze                                                     | An der Münze 3 (Karte) |           | |    |
| weitere Bilder Fotos hochladen          | Kindergarten „Münze“, ehemals Wohnhaus                                   | An der Münze 4 (Karte) |           | |    |
| weitere Bilder Fotos hochladen          | Burganlage Wartburg                                                      | Auf der Wartburg 1 (Karte) |           | mit Ausstattung |    |
| weitere Bilder Fotos hochladen          | Burghotel                                                                | Auf der Wartburg 2 (Karte) |           | |    |
| BW                                      | Burgberg und Zuwegung                                                    | Auf der Wartburg 3 (Karte) |           | |    |
| Direkt Bild zu diesem Denkmal hochladen | Wasserleitung                                                            | Auf der Wartburg 1, 2, 3, von den Quellen bei Ruhla bis zur Wartburg in Eisenach |           | |    |
| weitere Bilder Fotos hochladen          | Bogenbrücke Karolinentalbrücke                                           | B19, ehemals BAB 4, Bereich Karolinental (Karte) |           | |    |
| BW                                      | Gedenkstein, sogenannter Carl-Alexander-Stein                            | B 84 kurz vor Eisenach, nahe der Eisenbahnunterführung (Karte) |           | |    |
| weitere Bilder Fotos hochladen          | Wegeobelisk, sogenannter Vachaer Stein                                   | B 84 auf Höhe des Rennsteigs (zwischen Rüsselskopf und Ruppertskopf) (Karte) |           | |    |
| weitere Bilder Fotos hochladen          | Denkmal, sogenannter Bismarckstein                                       | B 84, Kehre beim Vachaer Berg (Karte) |           | |    |
| weitere Bilder Fotos hochladen          | Wohn- und Geschäftshaus                                                  | Bahnhofstraße 1 (Karte) |           | |    |
| weitere Bilder Fotos hochladen          | Hauptbahnhof, Empfangsgebäude                                            | Bahnhofstraße 37 (Karte) |           | mit Ausstattung |    |
| weitere Bilder Fotos hochladen          | Hauptbahnhof, Fürstenbahnhof                                             | Bahnhofstraße 35 (Karte) |           | |    |
| weitere Bilder Fotos hochladen          | Wohn- und Geschäftshaus                                                  | Clemdastraße 2 (Karte) |           | Clemdastraße 2 und Goethestraße27 bilden baulich eine Einheit |    |
| weitere Bilder Fotos hochladen          | Evangelisch-lutherische Clemenskapelle                                   | Clemensstraße 4 (Karte) |           | |    |
| weitere Bilder Fotos hochladen          | Wohnhaus                                                                 | Clemensstraße 8 (Karte) |           | mit Ausstattung |    |
| BW                                      | Garten                                                                   | Clemensstraße 8 (Karte) |           | |    |
| BW                                      | Pavillon                                                                 | Clemensstraße 8 (Karte) |           | |    |
| weitere Bilder Fotos hochladen          | Verwaltungsgebäude, ehemaliges Reichsbahnamt                             | Clemensstraße 27 (Karte) |           | |    |
| weitere Bilder Fotos hochladen          | Wingolfsdenkmal                                                          | Domstraße o. Nr., Einmündung Pfarrberg (Karte) |           | |    |
| BW                                      | Wohnhaus                                                                 | Domstraße 16, 18 (Karte) |           | |    |
| weitere Bilder Fotos hochladen          | Villa Seiffert                                                           | Dr.-Moritz-Mitzenheim-Straße 1 (Karte) |           | |    |
| weitere Bilder Fotos hochladen          | Wasserstollenportal                                                      | Dr.-Moritz-Mitzenheim-Straße o. Nr., Flur 58, Flurstück 5726/4 (Karte) |           | |    |
| weitere Bilder Fotos hochladen          | Wohnhaus                                                                 | Dr.-Moritz-Mitzenheim-Straße 2 (Karte) |           | |    |
| weitere Bilder Fotos hochladen          | Landhaus Pflugensberg                                                    | Dr.-Moritz-Mitzenheim-Straße 2a (Karte) |           | |    |
| Fotos hochladen                         | Terrasse                                                                 | Dr.-Moritz-Mitzenheim-Straße 2a (Karte) |           | |    |
| BW                                      | Park                                                                     | Dr.-Moritz-Mitzenheim-Straße 2a (Karte) |           | |    |
| weitere Bilder Fotos hochladen          | Wohnsiedlung                                                             | Dr.-Strauß-Straße 7, 8, 9, 10, 11, 12, 13, 14 (Karte) |           | |    |
| Fotos hochladen                         | Wohnhaus                                                                 | Dresdener Straße 13 (Karte) |           | |    |
| BW                                      | Parkanlage Dürrerhof                                                     | Dürrerhof o. Nr. (Karte) |           | |    |
| weitere Bilder Fotos hochladen          | Wohnhaus, ehemals Clemensstift                                           | Ehrensteig 67 (Karte) |           | |    |
| weitere Bilder Fotos hochladen          | Villa Therese                                                            | Eichrodter Weg 1 (Karte) |           | |    |
| weitere Bilder Fotos hochladen          | Ehemalige Westthüringer Kammgarnspinnerei, Werk Eisenach                 | Fabrikstraße 1, Bleichrasen 13, 15 (Karte) |           | bauliche Gesamtanlage (ehem. Fabrikantenvilla, Angestellten-Wohnhaus, Verwaltungsgebäude, Krempelei und Kämmerei), Konvertierung/Aufzugsturm mit Gebäudeteil der ehem. Färberei (10 m bis zur 2. Säulenreihe)                                                        |    |
| BW                                      | Gedenkstätte für die Märzgefallenen 1920                                 | Frankfurter Straße o. Nr., an der Kreuzung zur Kasseler Straße (Karte) |           | |    |
| weitere Bilder Fotos hochladen          | Wohn- und Geschäftshaus                                                  | Frauenberg 5, 7 (Karte) |           | |    |
| weitere Bilder Fotos hochladen          | Wohn- und Geschäftshaus                                                  | Frauenberg 9 (Karte) |           | |    |
| weitere Bilder Fotos hochladen          | Schule, ehemals Großherzoglich-Sächsische Forstlehranstalt Eisenach      | Frauenberg 17 (Karte) |           | |    |
| weitere Bilder Fotos hochladen          | Bach-Denkmal                                                             | Frauenplan o. Nr. (Karte) |           | |    |
| weitere Bilder Fotos hochladen          | Bachhaus                                                                 | Frauenplan 21 (Karte) |           | |    |
| weitere Bilder Fotos hochladen          | Wohnhaus                                                                 | Frauenplan 22 (Karte) |           | |    |
| weitere Bilder Fotos hochladen          | Wohnhaus                                                                 | Frauenplan 24 (Karte) |           | |    |
| weitere Bilder Fotos hochladen          | Wohnhaus                                                                 | Frauenplan 26 (Karte) |           | |    |
| weitere Bilder Fotos hochladen          | Jüdischer Friedhof                                                       | Friedhofstraße o. Nr., auf dem Hauptfriedhof (Karte) |           | |    |
| Direkt Bild zu diesem Denkmal hochladen | Gefallenendenkmal                                                        | Friedhofstraße 3, auf dem Hauptfriedhof |           | |    |
| weitere Bilder Fotos hochladen          | Grabanlage mit Büste Fritz Reuter                                        | Friedhofstraße 3, auf dem Hauptfriedhof (Karte) |           | |    |
| Direkt Bild zu diesem Denkmal hochladen | Gedenkstätte für die Opfer des Faschismus                                | Friedhofstraße 3, auf dem Hauptfriedhof |           | |    |
| Direkt Bild zu diesem Denkmal hochladen | Gedenkstätten für den Kapp-Putsch und für die Opfer des Faschismus       | Friedhofstraße 3, auf dem Hauptfriedhof |           | |    |
| BW                                      | Ehrenfriedhof (sowjetisch)                                               | Friedhofstraße 3, auf dem Hauptfriedhof (Karte) |           | |    |
| BW                                      | Grabmal mit Büste von A. Coudrey                                         | Friedhofstraße 3, auf dem Hauptfriedhof (Karte) |           | |    |
| BW                                      | Automobilwerk Eisenach: AWE Torhaus                                      | Friedrich-Naumann-Straße 8 (Karte) |           | |    |
| weitere Bilder Fotos hochladen          | Automobilwerk Eisenach: AWE Produktion O1                                | Friedrich-Naumann-Straße 8 (Karte) |           | |    |
| BW                                      | Automobilwerk Eisenach: AWE-Werk Verwaltung O2                           | Friedrich-Naumann-Straße 10 (Karte) |           | |    |
| BW                                      | Automobilwerk Eisenach: Ostkantine O5                                    | Willi-Enders-Straße 2 (Karte) |           | |    |
| Direkt Bild zu diesem Denkmal hochladen | Skulptur Sommergewinnsymbole                                             | Georgenstraße o. Nr. |           | |    |
| weitere Bilder Fotos hochladen          | Wohn- und Geschäftshaus Rodensteiner                                     | Georgenstraße 2 (Karte) |           | |    |
| weitere Bilder Fotos hochladen          | Verwaltungsgebäude                                                       | Georgenstraße 4 (Karte) |           | |    |
| weitere Bilder Fotos hochladen          | ehemaliges Kino Titania                                                  | Georgenstraße 5 (Karte) |           | siehe auch: Kinos in Eisenach |    |
| weitere Bilder Fotos hochladen          | Wohn- und Geschäftshaus                                                  | Georgenstraße 10 (Karte) |           | |    |
| weitere Bilder Fotos hochladen          | Wohn- und Geschäftshaus                                                  | Georgenstraße 19 (Karte) |           | |    |
| weitere Bilder Fotos hochladen          | Wohnhaus                                                                 | Georgenstraße 22 (Karte) |           | |    |
| weitere Bilder Fotos hochladen          | Wohn- und Geschäftshaus mit Ausstattung und Brunnen                      | Georgenstraße 25 (Karte) |           | |    |
| weitere Bilder Fotos hochladen          | Berufsschule                                                             | Georgenstraße 26 (Karte) |           | ehem. Kaufmännische Berufsschule Eisenach |    |
| weitere Bilder Fotos hochladen          | Hellgrevenhof                                                            | Georgenstraße 43-45 (Karte) |           | heutige Nutzung als Stadtbibliothek |    |
| weitere Bilder Fotos hochladen          | Wohnhaus Sonne mit Ausstattung und Gewölbekellern                        | Georgenstraße 50 (Karte) |           | |    |
| weitere Bilder Fotos hochladen          | Ehemalige Posthalterei mit Ausstattung                                   | Georgenstraße 52 (Karte) |           | |    |
| weitere Bilder Fotos hochladen          | Annenkirche                                                              | Georgenstraße 62 (Karte) |           | |    |
| weitere Bilder Fotos hochladen          | Hospital St. Annen                                                       | Georgenstraße 64 (Karte) |           | |    |
| weitere Bilder Fotos hochladen          | Schwarzer Brunnen                                                        | Georgenstraße/Ecke Alexanderstraße (Karte) |           | |    |
| Direkt Bild zu diesem Denkmal hochladen | Wohn- und Geschäftshaus                                                  | Georg-Philipp-Telemann-Platz 1 |           | |    |
| weitere Bilder Fotos hochladen          | Turnhalle                                                                | Goethestraße 1 (Karte) |           | |    |
| weitere Bilder Fotos hochladen          | Mehrfamilienwohnhaus mit Ausstattung                                     | Goethestraße 9 (Karte) |           | |    |
| weitere Bilder Fotos hochladen          | Wohnhaus                                                                 | Goethestraße 21 (Karte) |           | |    |
| weitere Bilder Fotos hochladen          | Doppelwohnhaus                                                           | Goethestraße 24-24a (Karte) |           | |    |
| weitere Bilder Fotos hochladen          | Logenhaus der Freimaurerloge Carl zur Wartburg                           | Goethestraße 25 (Karte) |           | |    |
| weitere Bilder Fotos hochladen          | Wohnhaus                                                                 | Goethestraße 27 (Karte) |           | |    |
| weitere Bilder Fotos hochladen          | Wohnhaus                                                                 | Goethestraße 29 (Karte) |           | |    |
| weitere Bilder Fotos hochladen          | Wohnhaus                                                                 | Goethestraße 31 (Karte) |           | |    |
| weitere Bilder Fotos hochladen          | Wohnhaus                                                                 | Goethestraße 39 (Karte) |           | |    |
| weitere Bilder Fotos hochladen          | Wohnhaus                                                                 | Goethestraße 42 (Karte) |           | |    |
| weitere Bilder Fotos hochladen          | Wohn- und Geschäftshaus                                                  | Goldschmiedenstraße 1 (Karte) |           | |    |
| weitere Bilder Fotos hochladen          | Wohnhaus                                                                 | Goldschmiedenstraße 1a (Karte) |           | |    |
| weitere Bilder Fotos hochladen          | Wohn- und Geschäftshaus Kaufhaus Steppke                                 | Goldschmiedenstraße 8-10 (Karte) |           | |    |
| weitere Bilder Fotos hochladen          | Wohnhaus                                                                 | Goldschmiedenstraße 13 (Karte) |           | |    |
| weitere Bilder Fotos hochladen          | Wohnhaus                                                                 | Goldschmiedenstraße 24 (Karte) |           | |    |
| Fotos hochladen                         | Wohnhaus                                                                 | Goldschmiedenstraße 28, 30 (Karte) |           | |    |
| weitere Bilder Fotos hochladen          | Wohnhaus                                                                 | Gothaer Straße 80 (Karte) |           | |    |
| weitere Bilder Fotos hochladen          | Wohnhaus                                                                 | Gothaer Straße 92 (Karte) |           | |    |
| weitere Bilder Fotos hochladen          | Vorderhaus                                                               | Grimmelgasse 2 (Karte) |           | ehemaliges Sophienbad |    |
| weitere Bilder Fotos hochladen          | Feuerwehrgerätehaus                                                      | Helenenstraße 4 (Karte) |           | |    |
| weitere Bilder Fotos hochladen          | Verwaltungsgebäude                                                       | Helenenstraße 2 (Karte) |           | ehemals Verwaltungsgebäude des Eisenacher Elektrizitätswerkes (EWE) |    |
| Direkt Bild zu diesem Denkmal hochladen | Wohnhaus                                                                 | Hellwigstraße 2 |           | |    |
| Direkt Bild zu diesem Denkmal hochladen | Einfriedung                                                              | Hellwigstraße 2 |           | |    |
| weitere Bilder Fotos hochladen          | Jagdschloss Hohe Sonne                                                   | Hohe Sonne 1 (Karte) |           | |    |
| weitere Bilder Fotos hochladen          | Wohnhaus                                                                 | Hospitalstraße 9 (Karte) |           | |    |
| weitere Bilder Fotos hochladen          | Denkmal Hl. Georg                                                        | Jakobsplan (Karte) |           | |    |
| weitere Bilder Fotos hochladen          | Ehemaliges Kanzlerpalais Palais Bechtolsheim                             | Jakobsplan 9 (Karte) |           | |    |
| weitere Bilder Fotos hochladen          | Wohn- und Geschäftshaus                                                  | Johannisplatz 8 (Karte) |           | |    |
| weitere Bilder Fotos hochladen          | Wohnhaus Schmales Haus von Eisenach                                      | Johannisplatz 9 (Karte) |           | |    |
| weitere Bilder Fotos hochladen          | Wohnhaus                                                                 | Johannisplatz 14 (Karte) |           | 2014 aus der Denkmalliste gestrichen und abgerissen |    |
| weitere Bilder Fotos hochladen          | Ehemaliges Gasthaus Hotel Mille                                          | Johannisplatz 16 (Karte) |           | 2014 bis auf die Vorderfront abgerissen und durch Neubau ersetzt |    |
| weitere Bilder Fotos hochladen          | Bankhaus / ehem. Bibliothek                                              | Johannisplatz 18, 20 (Karte) |           | erbaut als Bankhaus für die Mitteldeutsche Privat-Bank AG, in DDR-Zeit Stadtbibliothek, danach wieder Nutzung als Bank |    |
| weitere Bilder Fotos hochladen          | Wohn- und Geschäftshaus                                                  | Johannisstraße 1 (Karte) |           | |    |
| weitere Bilder Fotos hochladen          | Wohn- und Geschäftshaus                                                  | Johannisstraße 3 (Karte) |           | |    |
| weitere Bilder Fotos hochladen          | Wohn- und Geschäftshaus                                                  | Johannisstraße 6 (Karte) |           | |    |
| weitere Bilder Fotos hochladen          | Wohn- und Geschäftshaus                                                  | Johannisstraße 7 (Karte) |           | |    |
| weitere Bilder Fotos hochladen          | Wohn- und Geschäftshaus                                                  | Johannisstraße 9 (Karte) |           | |    |
| Fotos hochladen                         | Eselsbrunnen                                                             | Jakobsplan 9 (Karte) |           | |    |
| weitere Bilder Fotos hochladen          | Gedenkstätte ehemalige Jüdische Synagoge                                 | Karl-Marx-Straße (Karte) |           | erinnert an die Neue Synagoge, die an diesem Ort bis Ende der 1930er Jahre stand |    |
| weitere Bilder Fotos hochladen          | Apotheke                                                                 | Karl-Marx-Straße 4 (Karte) |           | Neue Apotheke |    |
| weitere Bilder Fotos hochladen          | Bankgebäude                                                              | Karl-Marx-Straße 53 (Karte) |           | erbaut als Filiale der Reichsbank, zu DDR-Zeit Sitz der SED-Kreisleitung, danach leer |    |
| weitere Bilder Fotos hochladen          | Denkmal für gefallene Ärzte                                              | Karlsplatz o.Nr. (Karte) |           | |    |
| weitere Bilder Fotos hochladen          | Luther-Denkmal                                                           | Karlsplatz o.Nr. (Karte) |           | |    |
| weitere Bilder Fotos hochladen          | Stadtmauerturm Nikolaitor                                                | Karlsplatz o.Nr. (Karte) |           | |    |
| weitere Bilder Fotos hochladen          | Evangelische Stadtpfarrkirche St. Nikolai                                | Karlsplatz o.Nr. (Karte) |           | mit Kirchhof und Ausstattung |    |
| weitere Bilder Fotos hochladen          | Wohn- und Geschäftshaus                                                  | Karlsplatz 1 (Karte) |           | |    |
| weitere Bilder Fotos hochladen          | Wohn- und Geschäftshaus Haus der Gesundheit                              | Karlsplatz 6 (Karte) |           | |    |
| weitere Bilder Fotos hochladen          | Büro- und Geschäftshaus                                                  | Karlsplatz 10 (Karte) |           | |    |
| weitere Bilder Fotos hochladen          | Hotel Thüringer Hof                                                      | Karlsplatz 11 (Karte) |           | |    |
| weitere Bilder Fotos hochladen          | Wohn- und Geschäftshaus                                                  | Karlsplatz 13 (Karte) |           | |    |
| weitere Bilder Fotos hochladen          | Bürogebäude, ehemals Hotel Karthäuserhof                                 | Karlsplatz 20 (Karte) |           | |    |
| weitere Bilder Fotos hochladen          | Bankgebäude                                                              | Karlsplatz 23 (Karte) |           | |    |
| weitere Bilder Fotos hochladen          | Wohn- und Geschäftshaus                                                  | Karlsplatz 24-26 (Karte) |           | |    |
| weitere Bilder Fotos hochladen          | Diakonie                                                                 | Karlsplatz 27, 29, 31 (Karte) |           | |    |
| weitere Bilder Fotos hochladen          | Wohn- und Geschäftshaus, Ratsapotheke                                    | Karlstraße 1 (Karte) |           | |    |
| weitere Bilder Fotos hochladen          | Wohn- und Geschäftshaus                                                  | Karlstraße 3 (Karte) |           | |    |
| Fotos hochladen                         | Wohn- und Geschäftshaus                                                  | Karlstraße 6 (Karte) |           | |    |
| weitere Bilder Fotos hochladen          | Wohn- und Geschäftshaus                                                  | Karlstraße 8 (Karte) |           | |    |
| weitere Bilder Fotos hochladen          | Wohn- und Geschäftshaus                                                  | Karlstraße 10 (Karte) |           | |    |
| weitere Bilder Fotos hochladen          | Wohn- und Geschäftshaus                                                  | Karlstraße 17 (Karte) |           | |    |
| weitere Bilder Fotos hochladen          | Wohn- und Geschäftshaus                                                  | Karlstraße 20 (Karte) |           | |    |
| weitere Bilder Fotos hochladen          | Wohn- und Geschäftshaus                                                  | Karlstraße 26 (Karte) |           | |    |
| Fotos hochladen                         | Wohn- und Geschäftshaus                                                  | Karlstraße 44 (Karte) |           | abgerissen und durch einen Neubau ersetzt |    |
| weitere Bilder Fotos hochladen          | Wohn- und Geschäftshaus                                                  | Karlstraße 46 (Karte) |           | |    |
| weitere Bilder Fotos hochladen          | Kaufhaus                                                                 | Karlstraße 48, 50 (Karte) |           | ehem. Kaufhaus Jantzen |    |
| weitere Bilder Fotos hochladen          | Wohn- und Geschäftshaus Stadtapotheke                                    | Karlstraße 52 (Karte) |           | |    |
| weitere Bilder Fotos hochladen          | Wohnhaus                                                                 | Karolinenstraße 8 (Karte) |           | |    |
| Fotos hochladen                         | Wohnhaus                                                                 | Karolinenstraße 11 (Karte) |           | |    |
| weitere Bilder Fotos hochladen          | Wohnhaus                                                                 | Karolinenstraße 13 (Karte) |           | |    |
| Fotos hochladen                         | Wohnhaus                                                                 | Karolinenstraße 15 (Karte) |           | |    |
| Fotos hochladen                         | Wohnhaus                                                                 | Karolinenstraße 17 (Karte) |           | |    |
| weitere Bilder Fotos hochladen          | Wohnhaus                                                                 | Karolinenstraße 19 (Karte) |           | |    |
| weitere Bilder Fotos hochladen          | Villa mit Ausstattung                                                    | Karolinenstraße 33 (Karte) |           | |    |
| Direkt Bild zu diesem Denkmal hochladen | Hörselbrücke                                                             | Kasseler Straße o. Nr. |           | |    |
| weitere Bilder Fotos hochladen          | Tanzsaal des ehem. Volkshaus Stern                                       | Kasseler Straße 1 (Karte) |           | |    |
| weitere Bilder Fotos hochladen          | Wohn- und Geschäftshaus                                                  | Kasseler Straße 4 (Karte) |           | |    |
| weitere Bilder Fotos hochladen          | Wohnhaus, Haus Spicke                                                    | Kasseler Straße 61 (Karte) |           | |    |
| weitere Bilder Fotos hochladen          | Wohnhaus                                                                 | Katharinenstraße 74 (Karte) |           | |    |
| weitere Bilder Fotos hochladen          | Volkshaus und Saalbau                                                    | Katharinenstraße 147 (Karte) |           | Stiegker Volkshaus |    |
| weitere Bilder Fotos hochladen          | Schule, Katharinenschule                                                 | Katharinenstraße 149 (Karte) |           | |    |
| weitere Bilder Fotos hochladen          | Geschwister-Scholl-Schule                                                | Katharinenstraße 150 (Karte) |           | ehem. Elisabethschule |    |
| Direkt Bild zu diesem Denkmal hochladen | Ortseingangsschild Nord                                                  | Langensalzaer Straße o. Nr. |           | |    |
| Direkt Bild zu diesem Denkmal hochladen | Wohnhaus                                                                 | Langensalzaer Straße 7 |           | mit Ausstattung |    |
| Direkt Bild zu diesem Denkmal hochladen | Freifläche mit Pavillon                                                  | Langensalzaer Straße 7 |           | |    |
| Direkt Bild zu diesem Denkmal hochladen | Einfriedung                                                              | Langensalzaer Straße 7 |           | |    |
| weitere Bilder Fotos hochladen          | Wohn- und Geschäftshaus                                                  | Langensalzaer Straße 28 (Karte) |           | |    |
| weitere Bilder Fotos hochladen          | Ehemaliger Schlachthof Eisenach                                          | Langensalzaer Straße 43 (Karte) |           | |    |
| weitere Bilder Fotos hochladen          | Grundschule Am Petersberg, ehemals 4. Polytechnische Oberschule Eisenach | Langensalzaer Straße 44 (Karte) |           | |    |
| Direkt Bild zu diesem Denkmal hochladen | Turnhalle                                                                | Langensalzaer Straße 44 |           | |    |
| weitere Bilder Fotos hochladen          | ehem. Sparkasse                                                          | Lauchergasse 6, 8 (Karte) |           | |    |
| weitere Bilder Fotos hochladen          | Wohn- und Geschäftshaus                                                  | Löberstraße 16 (Karte) |           | |    |
| Direkt Bild zu diesem Denkmal hochladen | Gewölbekeller                                                            | Ludwigstraße 1a, 1b; Langensalzaer Straße 46, 48 |           | |    |
| BW                                      | Wohnhaus & Arztpraxis                                                    | Ludwigstraße 13 (Karte) |           | |    |
| weitere Bilder Fotos hochladen          | Lutherhaus                                                               | Lutherplatz 8 (Karte) |           | |    |
| weitere Bilder Fotos hochladen          | Wohn- und Geschäftshaus                                                  | Lutherstraße 2 (Karte) |           | |    |
| weitere Bilder Fotos hochladen          | Wohnhaus                                                                 | Lutherstraße 16 (Karte) |           | |    |
| weitere Bilder Fotos hochladen          | Wohnhaus                                                                 | Lutherstraße 24 (Karte) |           | |    |
| Fotos hochladen                         | Wohnhaus                                                                 | Lutherstraße 30 (Karte) |           | abgerissen, Neubau geplant |    |
| weitere Bilder Fotos hochladen          | Schloss Fischbach                                                        | Malittenburgweg 2 (Karte) |           | |    |
| Direkt Bild zu diesem Denkmal hochladen | Nebengebäude                                                             | Malittenburgweg 2 |           | |    |
| Direkt Bild zu diesem Denkmal hochladen | Freifläche                                                               | Malittenburgweg 2 |           | |    |
| Direkt Bild zu diesem Denkmal hochladen | Torbau                                                                   | Malittenburgweg 2 |           | |    |
| weitere Bilder Fotos hochladen          | Wohn- und Geschäftshaus mit Nebengebäude und Ausstattung                 | Marienstraße 6 (Karte) |           | |    |
| Fotos hochladen                         | Wohnhaus                                                                 | Marienstraße 13 (Karte) |           | |    |
| weitere Bilder Fotos hochladen          | Wohn- und Geschäftshaus                                                  | Marienstraße 27 (Karte) |           | |    |
| weitere Bilder Fotos hochladen          | Wohn- und Geschäftshaus                                                  | Marienstraße 29 (Karte) |           | |    |
| weitere Bilder Fotos hochladen          | Gedenkstätte Goldener Löwe                                               | Marienstraße 45 (Karte) |           | |    |
| Direkt Bild zu diesem Denkmal hochladen | Grabstein Gutte Starcke                                                  | Markt, Gelände der Goetheschule |           | |    |
| weitere Bilder Fotos hochladen          | Rathaus                                                                  | Markt 1 (Karte) |           | |    |
| weitere Bilder Fotos hochladen          | Wohn- und Geschäftshaus                                                  | Markt 5 (Karte) |           | |    |
| weitere Bilder Fotos hochladen          | Gebäudeteile des Creutznacher Hauses                                     | Markt 9 (Karte) |           | |    |
| weitere Bilder Fotos hochladen          | Alte Residenz                                                            | Markt 9a, 9b (Karte) |           | |    |
| weitere Bilder Fotos hochladen          | Georgenschule                                                            | Markt 13 (Karte) |           | |    |
| weitere Bilder Fotos hochladen          | Wohn- und Geschäftshaus                                                  | Markt 14 (Karte) |           | |    |
| weitere Bilder Fotos hochladen          | Hauptpostamt mit Ausstattung und Heizhaus                                | Markt 16 (Karte) |           | |    |
| weitere Bilder Fotos hochladen          | Verwaltungsgebäude Rautenkranz                                           | Markt 22 (Karte) |           | ursprünglich Hotel Rautenkranz, dann Sitz der Kreis- und Stadtverwaltung |    |
| weitere Bilder Fotos hochladen          | Stadtschloss mit Ausstattung                                             | Markt 24 (Karte) |           | |    |
| weitere Bilder Fotos hochladen          | Evangelische Stadtpfarrkirche Sankt Georgen mit Ausstattung              | Markt (Karte) |           | |    |
| weitere Bilder Fotos hochladen          | Georgsbrunnen                                                            | Markt (Karte) |           | |    |
| weitere Bilder Fotos hochladen          | Etagenwohnhaus                                                           | Mönchstraße 16 (Karte) |           | |    |
| weitere Bilder Fotos hochladen          | Wohnhaus                                                                 | Mönchstraße 26 (Karte) |           | Haus am Glockenturm |    |
| weitere Bilder Fotos hochladen          | Pavillon                                                                 | Mühlhäuser Straße 94 (Karte) |           | Südflügel des ehem. Kreiskrankenhauses, jetzt St. Georg Klinikum Eisenach |    |
| weitere Bilder Fotos hochladen          | Elisabeth-Gymnasium                                                      | Nebestraße 24 (Karte) |           | |    |
| weitere Bilder Fotos hochladen          | Verwaltungsgebäude                                                       | Nonnengasse 2 (Karte) |           | |    |
| weitere Bilder Fotos hochladen          | Wohnhaus                                                                 | Obere Predigergasse 1 (Karte) |           | |    |
| weitere Bilder Fotos hochladen          | Wohnhaus                                                                 | Obere Predigergasse 13 (Karte) |           | |    |
| Fotos hochladen                         | Wohn- und Geschäftshaus                                                  | Oppenheimstraße 78 (Karte) |           | |    |
| weitere Bilder Fotos hochladen          | Alte Mälzerei                                                            | Palmental 1 (Karte) |           | |    |
| Direkt Bild zu diesem Denkmal hochladen | Garten                                                                   | Palmental 1 |           | |    |
| Direkt Bild zu diesem Denkmal hochladen | Einfriedung                                                              | Palmental 1 |           | |    |
| weitere Bilder Fotos hochladen          | Goetheschule                                                             | Pfarrberg 1 (Karte) |           | |    |
| weitere Bilder Fotos hochladen          | Wohnhaus                                                                 | Pfarrberg 2 (Karte) |           | |    |
| weitere Bilder Fotos hochladen          | Wohnhaus                                                                 | Pfarrberg 3 (Karte) |           | |    |
| weitere Bilder Fotos hochladen          | Wohnhaus und Grabstein                                                   | Pfarrberg 4/6 (Karte) |           | |    |
| weitere Bilder Fotos hochladen          | Ehemalige Predigerkirche                                                 | Predigerplatz 2 (Karte) |           | |    |
| weitere Bilder Fotos hochladen          | Ehemaliges Predigerkloster, jetzt Martin-Luther-Gymnasium                | Predigerplatz 4 (Karte) |           | |    |
| weitere Bilder Fotos hochladen          | Steinkreuz Wilde Sau                                                     | Rennsteig (westlich Hohe Sonne) (Karte) |           | |    |
| weitere Bilder Fotos hochladen          | Wohn- und Geschäftshaus                                                  | Querstraße 32, 34 (Karte) |           | |    |
| Fotos hochladen                         | Doppelkurbel-Kniehebel-Tiefziehpresse (bewegliches Kulturdenkmal)        | Rennbahn 1, 2, 5; ehemals AWE-Werk Eisenach, Bau A (Karte) |           | Die Presse wurde 1928 von der Firma Schuler aus Göppingen hergestellt und diente seitdem bis 1998 im Karosseriebau der Fahrzeugfabrik Eisenach und ihrer Nachfolgebetriebe. Seit 2007 ist sie Ausstellungsstück im Außengelände des Museums automobile welt eisenach |    |
| weitere Bilder Fotos hochladen          | Villa                                                                    | Rennbahn 5 (Karte) |           | |    |
| weitere Bilder Fotos hochladen          | Wohnhaus                                                                 | Rennbahn 6 (Karte) |           | |    |
| weitere Bilder Fotos hochladen          | Wohnhaus                                                                 | Rennbahn 8 (Karte) |           | |    |
| weitere Bilder Fotos hochladen          | Wohnhaus                                                                 | Rennbahn 56 (Karte) |           | |    |
| weitere Bilder Fotos hochladen          | Mehrfamilienhaus                                                         | Rennbahn 58 (Karte) |           | |    |
| weitere Bilder Fotos hochladen          | Wohnhaus                                                                 | Rittergasse 3 (Karte) |           | |    |
| weitere Bilder Fotos hochladen          | Turnhalle, Werner-Seelenbinder-Halle                                     | Röseplatz 3 (Karte) |           | |    |
| weitere Bilder Fotos hochladen          | Ehemaliger Gutshof                                                       | Rothenhof 7 (Karte) |           | |    |
| weitere Bilder Fotos hochladen          | Ehemalige Klosterbrauerei                                                | Schlossberg 2 (Karte) |           | |    |
| weitere Bilder Fotos hochladen          | Kreuzkirche                                                              | Schlossberg 4a (Karte) |           | |    |
| weitere Bilder Fotos hochladen          | Grabkapelle                                                              | Schlossberg 4a (Karte) |           | |    |
| weitere Bilder Fotos hochladen          | Alter Friedhof                                                           | Schlossberg 4a (Karte) |           | mit Grabsteinen |    |
| weitere Bilder Fotos hochladen          | Hintergebäude                                                            | Schmelzerstraße 3 (Karte) |           | |    |
| weitere Bilder Fotos hochladen          | Wirtschaftsgebäude                                                       | Schmelzerstraße 12/14 (Karte) |           | |    |
| weitere Bilder Fotos hochladen          | Wohnhaus                                                                 | Schmelzerstraße 14 (Karte) |           | |    |
| weitere Bilder Fotos hochladen          | Schule mit Ausstattung und östl. Erweiterungsbau                         | Schmelzerstraße 19 (Karte) |           | |    |
| weitere Bilder Fotos hochladen          | Neues Straßenbahndepot                                                   | Sommerstraße 4 (Karte) |           | Zweites Depot der Straßenbahn Eisenach, 1998 Umbau zum City-Parkhaus |    |
| weitere Bilder Fotos hochladen          | Katholisches Gemeindezentrum, ehemals Schule                             | Sophienstraße 8 (Karte) |           | |    |
| weitere Bilder Fotos hochladen          | Wohn- und Geschäftshaus                                                  | Sophienstraße 40a (Karte) |           | |    |
| weitere Bilder Fotos hochladen          | Sportstätte Wartburg-Stadion                                             | Sportpark 3 (Karte) |           | |    |
| weitere Bilder Fotos hochladen          | Wohn- und Geschäftshaus                                                  | Theaterplatz 2 (Karte) |           | |    |
| weitere Bilder Fotos hochladen          | Amtsgericht                                                              | Theaterplatz 5 (Karte) |           | |    |
| weitere Bilder Fotos hochladen          | Schule                                                                   | Theaterplatz 6 (Karte) |           | |    |
| weitere Bilder Fotos hochladen          | Landestheater Eisenach                                                   | Theaterplatz 7 (Karte) |           | |    |
| weitere Bilder Fotos hochladen          | Kammergut Trenkelhof                                                     | Trenkelhofer Straße 1 (Karte) |           | |    |
| weitere Bilder Fotos hochladen          | Wohnhaus                                                                 | Uferstraße 21 (Karte) |           | |    |
| weitere Bilder Fotos hochladen          | Geschäftshaus & Autowerkstatt                                            | Uferstraße 23 (Karte) |           | |    |
| weitere Bilder Fotos hochladen          | Elektrizitätswerk                                                        | Uferstraße 34 (Karte) |           | ehemaliges Elektrizitätswerk der Straßenbahn Eisenach |    |
| weitere Bilder Fotos hochladen          | Wohnhaus                                                                 | Uferstraße 42 (Karte) |           | |    |
| weitere Bilder Fotos hochladen          | Wohnhaus                                                                 | Uferstraße 50 (Karte) |           | |    |
| weitere Bilder Fotos hochladen          | Wohn- und Geschäftshaus                                                  | Waldhausstraße 8, 10 (Karte) |           | |    |
| Direkt Bild zu diesem Denkmal hochladen | Denkmal zur Geschichte der deutschen Arbeiterbewegung                    | Wartburgallee o. Nr.; Marienstraße o. Nr. |           | |    |
| weitere Bilder Fotos hochladen          | Hotel Kaiserhof                                                          | Wartburgallee 2 (Karte) |           | |    |
| Fotos hochladen                         | Wohn- und Geschäftshaus                                                  | Wartburgallee 10 (Karte) |           | |    |
| weitere Bilder Fotos hochladen          | Wohn- und Geschäftshaus                                                  | Wartburgallee 12 (Karte) |           | |    |
| weitere Bilder Fotos hochladen          | Brauerei Eisenach mit techn. Ausstattung                                 | Wartburgallee 25a (Karte) |           | ehem. Aktienbrauerei |    |
| Direkt Bild zu diesem Denkmal hochladen | Wohn- und Geschäftshaus                                                  | Wartburgallee 54 |           | |    |
| weitere Bilder Fotos hochladen          | Ernst-Abbe-Gymnasium                                                     | Wartburgallee 60 (Karte) | 1843      | |    |
| Fotos hochladen                         | Wohnhaus                                                                 | Werneburgstraße 7 (Karte) |           | |    |
| weitere Bilder Fotos hochladen          | Wohnhaus                                                                 | Werneburgstraße 9 (Karte) |           | |    |
| weitere Bilder Fotos hochladen          | Verwaltungsgebäude                                                       | Werneburgstraße 11 (Karte) |           | Anfang der 1920er Jahre als Zentrale der Ortskrankenkasse gebaut, dann Poliklinik, heute Büro- und Geschäftsgebäude. |    |
| Direkt Bild zu diesem Denkmal hochladen | Spielplatz Ausstattung                                                   | Wilhelm-Pieck-Straße o. Nr. |           | Rutschelefant, Elefantenrutsche |    |
| weitere Bilder Fotos hochladen          | Wohnhaus                                                                 | Wydenbrugkstraße 2 (Karte) |           | |    |
| weitere Bilder Fotos hochladen          | Heerleins Grab                                                           | oberhalb von Mariental 38 im Flurstück 'Die Viehburg', Flur 83, Flurstück7074/2 (Karte) |           | auch im GD Waldpark Wartburg |    |
| BW                                      | Stein, sogenannter Velsbachstein                                         | unterhalb der Wartburg; Flur 82, Flurstück 7012 (Karte) |           | |    |
| weitere Bilder Fotos hochladen          | Gedenkstein Cläs-Kley-Stein                                              | Am Fußweg von Eisenach zur Hohen Sonne an der B 19;Flur 20, Flurstücke 1218/2,1219/3,1219/4,1219/5,1219/6,1219/7; Gemarkung Eisenach / Flur 21 / Flurstück(e) 1227/5 (teilweise),1227/6 (teilweise), 1269/3, 1269/4, 1269/5, 1269/6, 1269/7, 1269/8, 1269/9, 1270/1, 1270/2, 1270/3, 1270/4, 1270/5, 1270/6, 1270/7, 1270/8, 1270/9, 1271/2, 1271/3, 1271/4, 1271/5, 1271/6, 1271/7, 1271/8, 1271/9, 1272/3, 1275/4, 1276/5 (Karte) |           | |    |

## Ehemalige Einzeldenkmale in der Kernstadt
| Bild                           | Bezeichnung | Lage                      | Datierung | Beschreibung | ID |
| ------------------------------ | ----------- | ------------------------- | --------- | ------------ | -- |
| weitere Bilder Fotos hochladen | Wohnhaus    | Frauenplan 28, 30 (Karte) |           |              |    |

## Abgegangene Einzeldenkmale in der Kernstadt
| Bild                           | Bezeichnung | Lage                 | Datierung | Beschreibung | ID |
| ------------------------------ | ----------- | -------------------- | --------- | --- | -- |
| weitere Bilder Fotos hochladen | Wohnhaus    | Fischweide 1 (Karte) |           | Villa der Zigarrenfabrik des Industriellen Heinrich Wilhelm Fleischhauer; 2015 aus der Denkmalliste gestrichen und abgerissen |    |